# دوور-لا-دلیوراند
دوور-لا-دلیوراند (به فرانسوی: Douvres-la-Délivrande) یک کمون در فرانسه است که در canton of Douvres-la-Délivrande واقع شده‌است.

## خصوصیات
دوور-لا-دلیوراند ۱۰٫۷۱ کیلومترمربع مساحت و ۴٬۸۹۱ نفر جمعیت دارد و ۱۹ متر بالاتر از سطح دریا واقع شده‌است.